# 埃爾羅薩里奧 (納里尼奧省)
埃爾羅薩里奧是哥倫比亞的城鎮，位於該國西南部，由納里尼奧省負責管轄，距離首府帕斯托124公里，始建於1815年，面積1,092平方公里，海拔高度1,236米，2005年人口11,204。

## 位置
埃爾羅薩里奧市佔地面積為 566 平方公里（包括有爭議的區域）。其市政中心位於北緯 01° 44' 48"、西經 77° 20' 19"，以本初子午線為基準。海拔 1,500 米，平均氣溫為攝氏 19 度。
1. ↑  . statoids.   [10 May 2020]. （原始内容存档于2013-06-04）.
2. ↑  . DANE.   [10 May 2020]. （原始内容存档于2020-08-13） （西班牙语）.